# 和平基金會

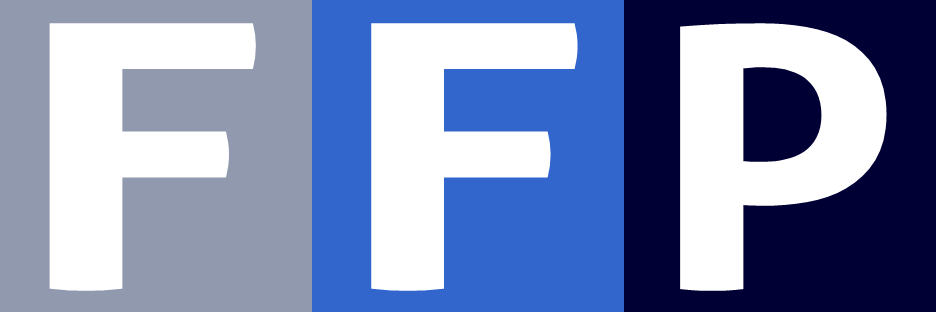
The Logo of FFP

和平基金會是一個獨立於華盛頓特區的非盈利研究和教育組織。1957年由美國投資銀行家倫道夫・坎頓(Randolph Compton)創立的。基金會致力防止戰爭和導致戰爭。最近，研究在資金為和平主要地集中於辨認和減少衝突源於微弱或未通過的狀態。

## 外部連結
- 和平基金會（页面存档备份，存于）